# 小行星192
小行星192（192 Nausikaa）是一颗围绕太阳公转的小行星。1879年2月17日，約翰·帕利薩在普拉描述了此天体。
該小行星以希腊神话中法埃亚科安岛的国王阿尔喀诺俄斯的女儿，在荷马的《奥德赛》中出场的瑙西卡命名。
这颗小行星的绝对星等为7.13等。
1985年，在对小行星192的光变曲线研究发现它可能拥有一颗卫星。但后续研究并没有被证实。

## 相关條目
- 小行星列表/10001-11000

## 外部連結
- Asteroid Lightcurve Database (LCDB) （页面存档备份，存于）, query form (info （页面存档备份，存于）)
- Dictionary of Minor Planet Names, Google books
- Discovery Circumstances: Numbered Minor Planets (10001)-(15000) （页面存档备份，存于） – Minor Planet Center
- 小行星192 at AstDyS-2, Asteroids—Dynamic Site
  - Ephemeris · Observation prediction · Orbital info · Proper elements · Observational info
- NASA JPL小天體瀏覽器上的小行星192

| 前一小行星： 小行星191 | 小行星列表 | 後一小行星： 小行星193 |